# Fratelli Čudnovskij
I fratelli Čudnovskij, anche noti come Chudnovsky, David Vol'fovič Čudnovskij (Kiev, 22 gennaio 1947) e 
Grigorij Vol'fovič Čudnovskij (Kiev, 17 aprile 1952) sono matematici statunitensi di origine sovietica noti per i loro supercomputer autocostruiti e il loro stile di lavoro in coppia.
Un articolo pubblicato nel 1992 sul New Yorker riferiva che secondo molti accademici Gregory Chudnovsky è uno dei migliori matematici viventi. David Chudnovsky lavora a stretto contatto col fratello e lo assiste dal momento che è malato di miastenia.
I fratelli Čudnovskij hanno stabilito a più riprese il primato per il calcolo di pi greco col maggior numero di cifre decimali, raggiungendo due miliardi di cifre nei primi anni novanta  con un supercomputer che essi stessi si erano costruiti nel loro appartamento di Manhattan, che chiamarono "m-zero".
Nel 1987 i fratelli Čudnovskij hanno sviluppato l'algoritmo di cui si sono serviti per battere a più riprese il record di calcolo di pi greco.
Oggi questo algoritmo è integrato nel software di Mathematica per calcolare le cifre decimali di pi greco.
A chi gli chiese cosa trovassero di tanto interessante nel pi greco, David rispose: «Esplorare il pi greco è come esplorare l'universo».
Attualmente i due fratelli sono "Distinguished Industry Professors" al Politecnico della New York University.

## L'algoritmo di Chudnovsky
L'algoritmo permette di calcolare molto rapidamente le cifre decimali di pi greco tramite una  serie ipergeometrica:
{\displaystyle {\frac {1}{\pi }}=12\sum _{k=0}^{\infty }{\frac {(-1)^{k}(6k)!(13591409+545140134k)}{(3k)!(k!)^{3}640320^{3k+3/2}}}}
Esso si basa su analoghe formule sviluppate dal matematico indiano Ramanujan e permette di ottenere 8 cifre decimali esatte di pi greco già col primo termine (k = 0).